# Aquaslash
Aquaslash ist ein kanadischer Slasher-Film aus dem Jahr 2019.

## Handlung
In einer Nacht vor 35 Jahren hatten zwei Teenager Sex im Wet Valley Water Park, als sie von einem Unbekannten erstochen wurden.
2018 trifft sich der Abschlussjahrgang der Valley Hills High School zu einer Party in dem Freibad. Paul Wilkinson betreibt die Anlage mit seiner Frau Priscilla. Er geht mit der Absolventin Alice fremd. Zwei betrunkene Schüler werden am Ende der Wasserrutsche verletzt, als sie mit einer Flasche in der Hand aufeinanderprallen. Sie werden von einem Krankenwagen abgeholt und der ältere Mitarbeiter Conrad muss das Becken säubern.
Am Abend geht Priscilla mit dem als Immobilienmakler arbeitenden Vater des Musikers Josh ins Restaurant. Josh hat zur gleichen Zeit unter der Dusche Sex mit seiner Ex-Freundin Kimberly, die mittlerweile in einer Beziehung mit dem Freibad-Mitarbeiter Tommy ist. Josh und seine Kollegen Chad und Slim geben als The Blades ein Konzert mit Rockmusik der 80er Jahre. Während des Auftritts verbreitet sich ein Video der Sexszene von Josh und Kimberly, das Phil aufgenommen hat. Daraufhin schlägt Tommy Josh nieder und wird entlassen. Nach dem Vorfall erzählt Michael Josh, dass er Paul das Freibad abkaufen möchte. Ein Unbekannter steckt zwei überkreuzende Metallklingen in eine der drei Rutschen.
Am nächsten Morgen wird Michael erschossen. Ein kleiner Junge entdeckt einen Walkman. Ein paar Stunden später beginnt das beliebte Schlangenrennen, bei dem Teams aus je drei Teilnehmern parallel in den drei Rutschen gegeneinander antreten. Das schnellste Team erhält einen Geldpreis. Tommy hat die Löcher in der manipulierten Rutsche entdeckt. Er versucht die Teilnehmer zu warnen, wird aber nicht ernst genommen.
Die ersten Teams beginnen zu rutschen. Alice und ihre Mitspielerinnen werden von den Klingen in der Rutsche zerfetzt. Tommy wird in dieselbe Rutsche geschubst und prallt auf die Leichen der Mädchen. Als die ersten Leichenteile unten ankommen und sich das Becken vom Blut rot färbt, geraten sowohl die Zuschauer als auch die Teilnehmer, die aus den anderen Rutschen kommen, in Panik. Conrad fällt vom Stuhl und kann Paul und Priscilla, die oben am Start stehen und das Massaker von dort nicht sehen, nicht rechtzeitig warnen. Die beiden schicken weitere Teams ins Rennen und stürzen sich selbst auf die Rutschen. Josh versucht vergeblich, Paul aus der tödlichen Rutsche zu retten. Josh und Conrad klettern nach oben. Aber statt ihre Warnung zu hören, schubsen die anderen Teilnehmer auch sie in die Rutschen.
Einige Zeit später hat Josh einen Termin bei einem Anwalt. Dieser erklärt Josh, dass Michael ihm seine Immobilien vererbt hat und ihn beauftragt hat, aus dem Wet Valley Water Park ein Shoppingcenter zu machen. Es stellt sich heraus, dass Priscilla sowohl die Klingen in der Rutsche angebracht als auch Michael erschossen hat. 35 Jahre zuvor musste sie als kleines Mädchen beobachten, wie ihr Vater in dem Freibad gestorben ist, ohne dass ihm jemand geholfen hat.

## Produktion
Regie führte Renaud Gauthier, der ebenfalls das Drehbuch dazu schrieb. Der Produzent war Philip Kalin-Hajdu. Die Musik komponierte Bruce Cameron.  Aquaslash wurde im Wasserpark Super Aqua Club in Pointe-Calumet gedreht. Der Film feierte seine Premiere am 29. Juli 2019 beim Fantasia Film Festival.